# Kajmany na Letnich Igrzyskach Olimpijskich Młodzieży 2010
Kajmany na Letnich Igrzyskach Olimpijskich Młodzieży w Singapurze w 2010 reprezentowało 3 sportowców w 2 dyscyplinach.

## Skład kadry

### Pływanie
- Seiji Groome
- Lara Butler

### Żeglarstwo
- Elizabeth Wauchope